# Pokrzywka dermograficzna
Pokrzywka dermograficzna (dermografizm) – jedna z najpowszechniejszych odmian pokrzywki, w której zmiany skórne wywoływane są przez zadrapanie, potarcie lub ucisk skóry.
Od kilkunastu do kilkuset sekund po zadziałaniu bodźca mechanicznego, na skórze pojawiają się charakterystyczne bąble pokrzywkowe, których kształt i ułożenie odwzorowuje sposób zadziałania bodźca. Zmiany te utrzymują się najwyżej kilka godzin. Podejrzewa się związek pierwszego epizodu objawów klinicznych z wstrząsem psychicznym w życiu pacjenta. Mediatorem reakcji zapalnej w dermografizmie jest histamina, uwalniana przez komórki tuczne skóry bez obecności antygenów. Przeciwciałami odpowiedzialnymi za powstanie bąbli pokrzywkowych najczęściej są immunoglobuliny E, rzadziej IgA, IgG lub IgM.
Z dermografizmem białym mamy do czynienia w przypadku atopii, kiedy zmiany skórne przybierają porcelanowobiałą barwę.
Żółty dermografizm, który polega na pojawieniu się żółtego zabarwienia skóry w miejscu ustępującej pręgi po ucisku, może poprzedzać kliniczne objawy żółtaczki.